# وادي العسيلة
وادي العسيلة ويطلق عليه قديمًا شعب خالد بن عبد الله آل أسيد أحد أودية مكة المكرمة. يتميز الوادي بكثرة النقوش الأثرية فيه.

## الوصف
من أودية مكة المكرمة الشمالية الشرقية٬ يقع بين البرود والأبطح محاذيًا للشرائع من الجهة الشمالية الغربية٬ عرضه 2 كم تقريبًا٬ وطوله 6 كم٬ بدايته ريع النقراء ونهايته ريع أم السلم٬ ويتميز الوادي بوقوعه في منطقة طرق الحجاج القادمين من العراق والشام واليمن٬ وكذلك وقوعه على الطريق المؤدي للجعرانة ، إضافة إلى توفر المياه العذبة التي كانت تغذي مكة المكرمة في بعض الفترات التاريخية، وبخاصة عند انقطاع العيون في مكة،  لذا أولاًه خلفاء المسلمين وسلاطينهم وأمراؤهم والأثرياء منهم جُلّ عنايتهم واهتمامهم، فقد أمر الخليفة العباسي المقتدر بالله (320 - 295 هـ / 934 - 907م) بحفر بئرين فيه٬ كما عمرت والدة المقتدر بئرين مع سقايات (برك) ومسجد. ثم في عهد قطلو بك الناصري في سنة 792 هـ الموافق 1389م جددت آبار العسيلة بعد اندثارها. ويعد وادي العسيلة من الأودية القريبة من مكة المكرمة.

## الآثار
النقوش التي كتبت هي عبارة عن نقوش كتبت في ثلاثة جبال فيه٬ هي: الوجرة الكبير٬ والوجرة الصغير٬ وجبل أبو سرة. وهذه النقوش التي يصل عددها إلى ستين نقشًا إسلاميًا مبكرًا، اثنان منها مؤرخان بعام 80 هـ الموافق 699م٬ وواحد مؤرخ بعام 79 هـ الموافق 698م. وتحمل هذه النقوش أسماء شخصيات معروفة في صدر الإسلام مثل: صفية بنت شيبة بن عثمان٬ ومحمد بن عبد الرحمن بن طلحة٬ ومحمد بن عبد العزيز بن جريج٬ وإسحاق بن إبراهيم ٬ كما توجد بأسفل الوادي مما يلي مكة المكرمة مستوطنة أثرية مندثرة تتناثر على سطحها كسر فخارية وخزفية وزجاجية من عصور مختلفة وفيها بئران من الآبار الأربع الموجودة في الوادي.

## وصلات خارجية
- صورة بركة في وادي العسيلة
- صورة نقش إسلامي في وادي العسيلة